# Commandant Landstrijdkrachten

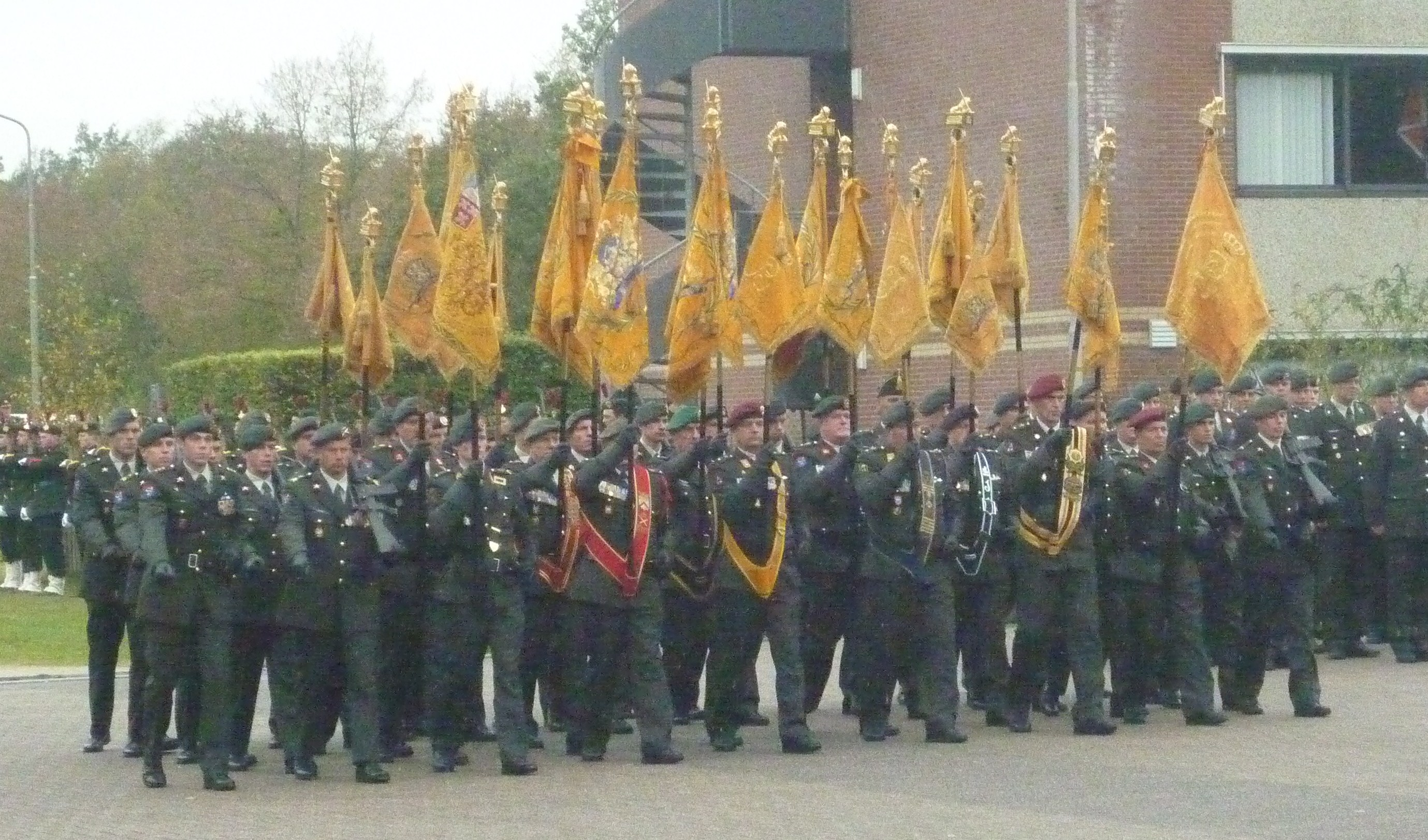
Vaandels van de Nederlandse Landstrijdkrachten tijdens overdracht van het commando op 25 oktober 2011

De commandant Landstrijdkrachten (C-LAS) is de hoogste militair in de rangorde van de Nederlandse landmacht en valt direct onder de commandant der Strijdkrachten.
De functie commandant Landstrijdkrachten is op 5 september 2005 in het leven geroepen als gevolg van de nieuwe verdeling van taken binnen het ministerie van Defensie waarbij de staven werden verkleind en een bestuurslaag verdween. Tot september 2005 was de hoogste commandant van de Koninklijke Landmacht de bevelhebber der Landstrijdkrachten (BLS).
De commandant Landstrijdkrachten heeft de rang luitenant-generaal en geeft leiding aan het Commando Landstrijdkrachten (CLAS). Het CLAS is onder andere de voortzetting van het Operationeel Commando (OpCo) zoals dat bestond voor september 2005 maar krijgt ook een groot deel van de taken van de Landmachtstaf zodat ook de bedrijfsvoering, de plancyclus, het onderhouden van internationale contacten en projecten tot vijf miljoen euro onder de commandant Landstrijdkrachten gaan vallen.
De huidige commandant Landstrijdkrachten is luitenant-generaal Jan Swillens.

## Lijst van commandanten Landstrijdkrachten
- Luitenant-generaal Peter van Uhm (5 september 2005 - 13 maart 2008)
- Luitenant-generaal Rob Bertholee (13 maart 2008 - 25 oktober 2011)
- Luitenant-generaal Mart de Kruif (25 oktober 2011 - 24 maart 2016)
- Luitenant-generaal Leo Beulen (24 maart 2016 - 28 augustus 2019)
- Luitenant-generaal Martin Wijnen (28 augustus 2019 - 1 januari 2024)[1]
- Luitenant-generaal Jan Swillens (8 maart 2024 - heden)

## Lijst van plaatsvervangend commandanten Landstrijdkrachten
- Generaal-majoor Lex Oostendorp (5 september 2005 - 25 november 2007)
- Generaal-majoor Marcel van den Broek (26 november 2007 - maart 2010)
- Generaal-majoor Mart de Kruif (maart 2010 - 25 oktober 2011)
- Generaal-majoor Marc van Uhm (25 oktober 2011 - 18 januari 2016)
- Generaal-majoor Martin Wijnen (18 januari 2016 - 13 juli 2017)
- Generaal-majoor Kees Matthijssen (13 juli 2017 - 10 oktober 2019)
- Generaal-majoor Rob Jeulink (10 oktober 2019 - 1 oktober 2022)
- Generaal-majoor Jean Paul Duckers (1 oktober 2022 - heden)